# Werner Taesler
Werner Taesler, född 5 november 1907 i Teupitz, Tyskland, död 2 mars 1994 i Örebro, var en tysk-svensk arkitekt, verksam i Tyskland, Sovjetunionen och Sverige.

## Biografi

### Tiden i Tyskland
Taesler var av borgerlig härkomst, och bosatt med familjen i Teupitz nära Berlin. Innan Taesler började sina studier i arkitektur 1928 vid konstakademin i Kassel var han tecknare och målare i Berlin. 1929 fortsatte han sina studier i möbeldesign och arkitektur vid Bauhaus i Dessau. Tillbaka i Berlin växlade han till Technische Universität Berlin där han mellan 1929 och 1931 studerade arkitektur. Redan tidigt intresserade han sig för kommunismens idéer. Massarbetslöshet och socialistiskt engagemang gjorde att han ville arbeta aktivt för den "nya människan" som skulle skapas i Sovjetunionen, samtidigt som den allt starkare tyska Nationalsocialismen inte alls motsvarade hans idéer.

### Tiden i Sovjetunionen
Mellan 1931 och 1935 arbetade Taesler under stadsplaneraren Ernst May med planering och uppförande av bostadsområden för Sovjetunionens första femårsplan, bland annat med industristäderna Kuznetsk, Magnitogorsk och Kemerovo. Han blev dock besviken på den av Stalin praktiserade byråkratiska socialismen. Samtidigt var han eftersökt av tyska Gestapo och stod på Kominterns dödslista. När Stalins utrensningar började flydde han till Sverige tillsammans med sin i Odessa födda hustru Iréne Wurster (död 1968). Parets första bostad i Sverige var en hyrd stuga nära Guldsmedshyttan.

### Tiden i Sverige
I Sverige anslöt sig Taesler snart till de nya arkitekturströmningarna kring funktionalism som 1931 formulerats i debattskriften acceptera av bland andra Sven Markelius, Uno Åhrén, Gunnar Asplund och Eskil Sundahl. Taeslers odogmatiska socialdemokratiska människosyn gick bra ihop med den demokratiska atmosfären som rådde i Sverige vid den tiden. Han blev socialdemokrat och 1947 även svensk medborgare av övertygelse.

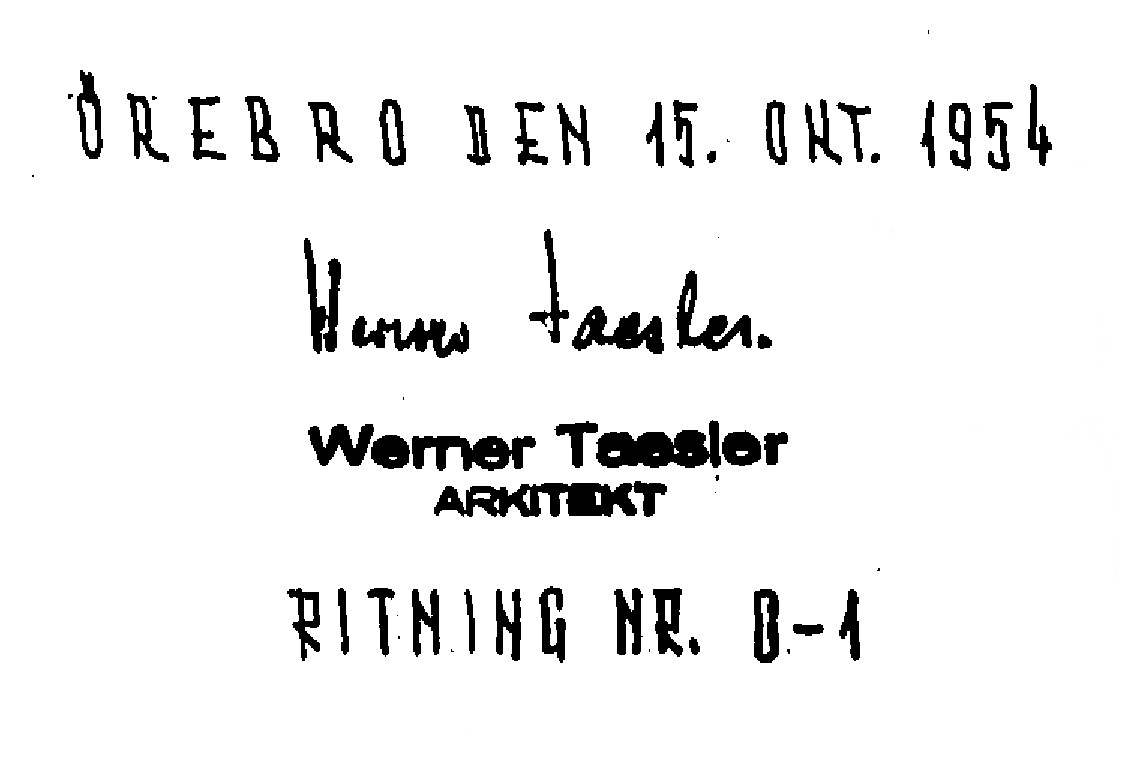
Taeslers signatur 1954.

Mot slutet av 1930-talet var han anställd arkitekt på Kooperativa Förbundets Arkitekt- och Ingenjörsbyrå (KFAI). Därefter var han medarbetare hos Nils G. Brink. 1941 kom han till Örebro. Under andra världskrigets slut formulerade han idéer till återuppbyggnaden av de i kriget förstörda tyska städerna. Tillsammans med vännen Fred Forbat organiserade han i oktober 1944 i Stockholm den första konferensen med temat: Internationale  Architektengruppe zum Studium von Wiederaufbauproblemen (Internationella arkitektgruppen till studier för återuppbyggnadsproblem).
År 1951 öppnade Taesler eget arkitektkontor i Örebro som han drev tillsammans med sin hustru. Till hans kända arbeten hör de så kallade Triangelhusen i Stockholmsförorten Fruängen, som ursprungligen skulle bli ett helt bostadsområde för 600 boende, men blev bara delvis genomfört (1955), Ingenjörs- och yrkesskolan i Karlskoga (1965) och interiören för Stora hotellet i Örebro (1960-tal). Till hans stora verk räknas också Ånnaboda friluftsgård (1960-tal) som tillkom på hans initiativ och där han bidrog till att skapa en anläggning för sommar- och vinteraktiviteter med kommunen som huvudman. 1985 publicerade han även boken ”Hur land blev landskap” i vilken Närke-Bergslagens utveckling efter istiden beskrivs.
Det nya Tyskland som växte fram efter kriget betraktade Taesler kritiskt och det gjorde att han alltmer släppte kontakten med både landet och vännerna ur ungdomsrörelsen. Under sin senare livstid ägnade han sig åt naturskydd och ekologisk ”mild” turism i Sverige och engagerade sig i Skid- och friluftsfrämjandet.
I september 2019 utkom biografin ”Flüchtling in drei Ländern: Ein Bauhaus-Architekt und Sozialist in Deutschland, der Sowjetunion und Schweden“. Boken återger Taeslers dagboksanteckningar från tiden mellan 1928 och 1943.

### Arbeten i urval

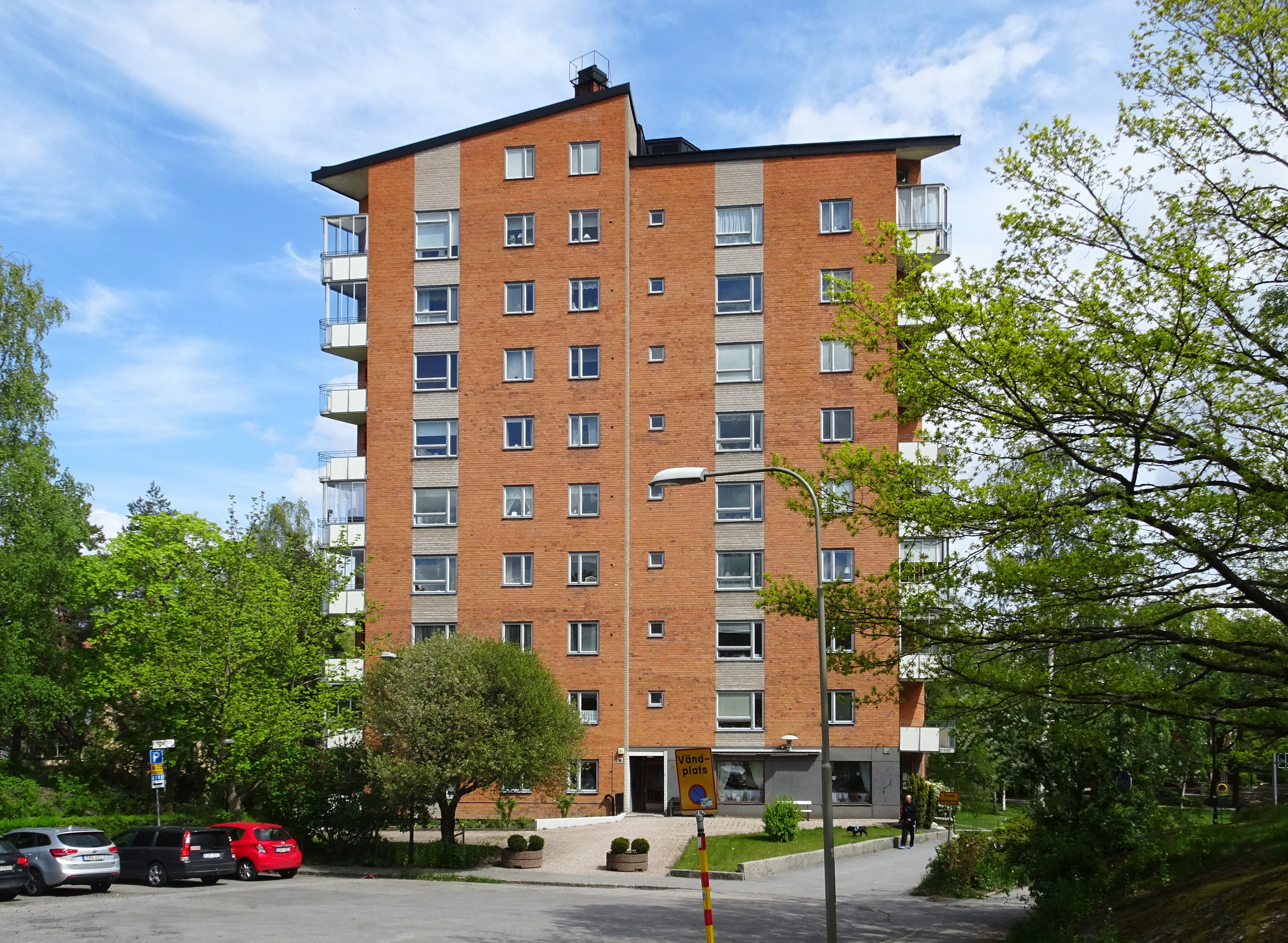
Triangelhuset i Fruängen.
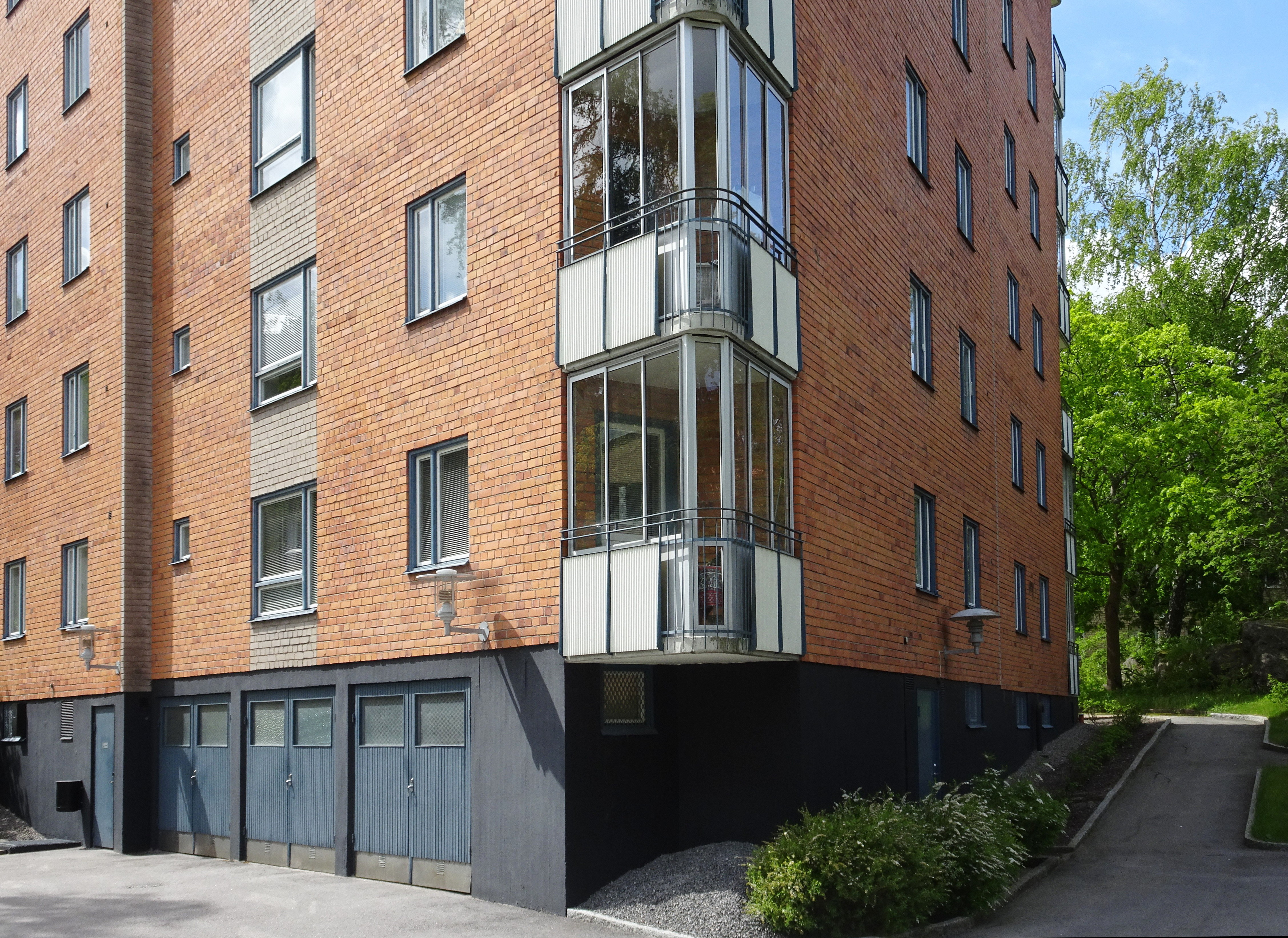
Triangelhuset, detalj.
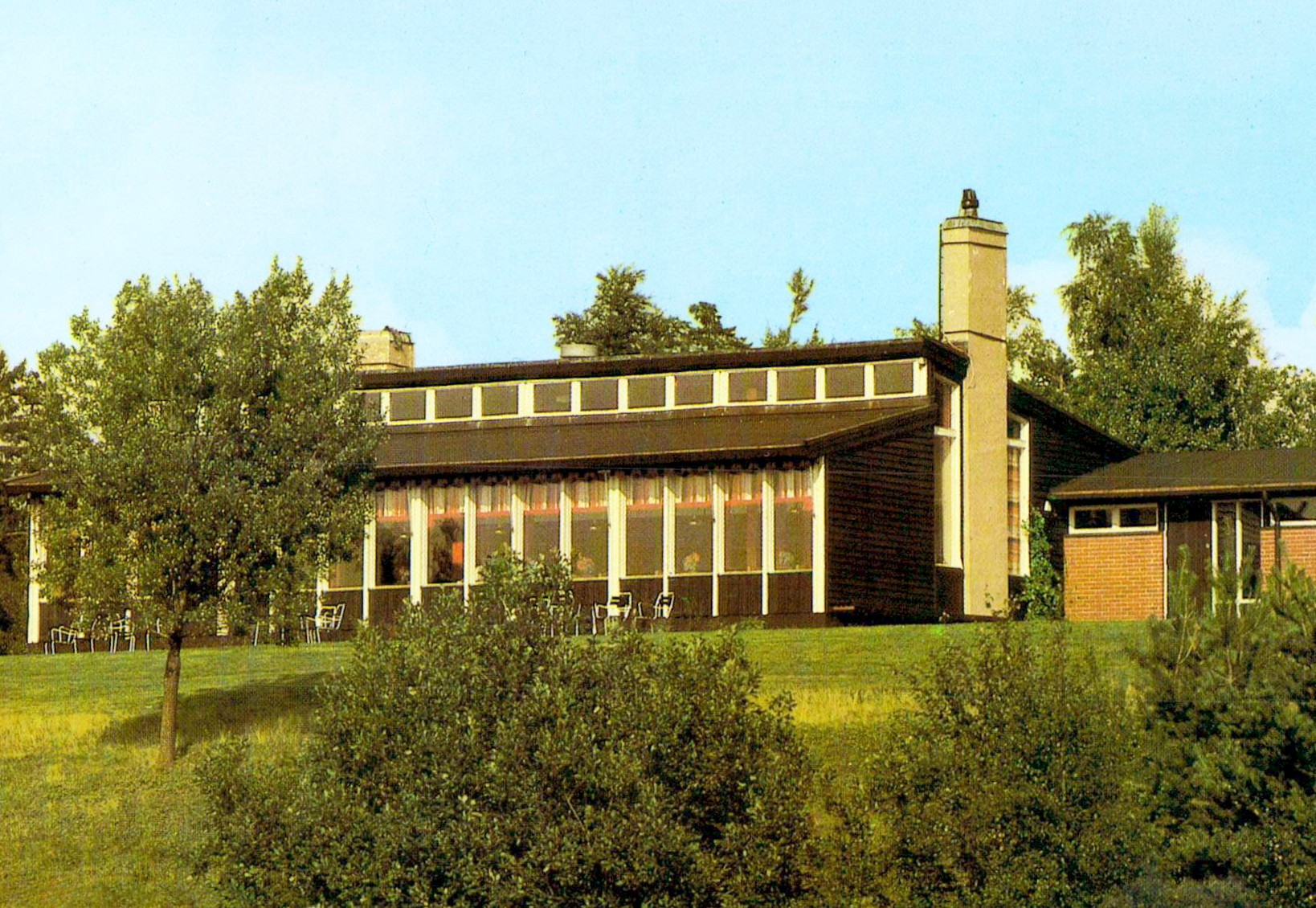
Ånnaboda friluftsgård.
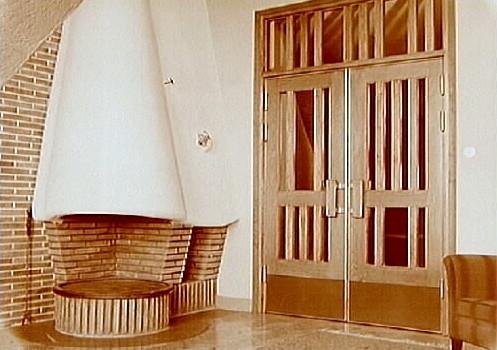
Stora hotellet, Örebro, interiör.